# Campeonato Paulista de Futebol - Série A3
O Campeonato Paulista de Futebol - Série A3 equivale ao terceiro nível do futebol de São Paulo. Acima desta divisão, estão a Série A1 e a Série A2, que reúnem os principais clubes do estado.
A Série A3 é mais popularmente conhecida como "Terceira Divisão", justamente por representar o terceiro nível dos clubes. O torneio recebeu a denominação de A3 no ano de 1994.

## Participantes em 2025
| - Audax (Osasco) - Barretos (Barretos) - Bandeirante (Biriguí) - Capivariano (Capivari) - Comercial (Ribeirão Preto) - Desportivo Brasil (Porto Feliz) - EC São Bernardo (São Bernardo do Campo) - Francana (Franca) | - Itapirense (Itapira) - Marília (Marília) - Monte Azul (Monte Azul Paulista) - Rio Preto (São José do Rio Preto) - Red Bull Bragantino II (Bragança Paulista) - Rio Branco (Americana) - Sertãozinho (Sertãozinho) - União Suzano (Suzano) |

## História

### As homologações de diversos campeões
No ano de 2021 a Federação Paulista de Futebol lançou uma enciclopédia contando os 125 anos de história do futebol paulista, e assim, homologou 104 títulos estaduais de diversos clubes, em atividade e extintos, considerando as diversas ligas e séries/divisões já disputadas, que passaram a fazer parte de suas divisões atuais.

## Campeões
Todas as edições do Campeonato Paulista da Série A3 (terceiro nível) reconhecidas pela Federação Paulista de Futebol, com as competições realizadas entre 1919 e 1946 tendo sido homologadas retroativamente a partir de 2021.

### Campeonato Paulista - Série A3 (Terceira Divisão)
| Ano                          | Org. | Nomenclatura                           | Campeão                                       | Vice-campeão                   | Terceiro colocado                  | Quarto colocado                    |
| ---------------------------- | ---- | -------------------------------------- | --------------------------------------------- | ------------------------------ | ---------------------------------- | ---------------------------------- |
| 1919                         | APEA | Campeonato Municipal                   | Independência                                 | CA Audax                       | Oriente                            | Touring                            |
| 1920                         | APEA | Divisão Municipal                      | Estrela de Ouro                               | CA Audax                       | Desconhecido                       | Desconhecido                       |
| 1921                         | APEA | Divisão Municipal                      | Spartanos                                     | Oriente                        | Desconhecido                       | Desconhecido                       |
| 1922                         | APEA | Divisão Municipal                      | São Geraldo                                   | Flor do Belém                  | Desconhecido                       | Desconhecido                       |
| 1923                         | APEA | Divisão Municipal                      | Flor do Belém                                 | AA Guanabara                   | Desconhecido                       | Desconhecido                       |
| 1924                         | APEA | Divisão Municipal                      | República                                     | Santo Amaro                    | Juta Belém                         | Ordem e Progresso                  |
| 1925                         | APEA | Divisão Municipal                      | Estrela de Ouro                               | EC Progresso                   | Santo Amaro                        | Concórdia                          |
| 1926                         | APEA | Divisão Extra                          | Scarpa                                        | Colombo                        | Luzitano                           | Santo Amaro                        |
| 1926                         | LAF  | Divisão Municipal                      | Touring                                       | Tiradentes                     | União Fluminense                   | Califórnia                         |
| 1927                         | LAF  | Segunda Divisão - Série Principal      | CA Brasil                                     | Portugueza de Futebol          | Ordem e Progresso                  | União Vasco da Gama                |
| 1927                         | LAF  | Divisão Santista - Série Intermediária | Botafogo de Santos                            | Bahia FC                       | -                                  | -                                  |
| 1928                         | APEA | Segunda Divisão                        | Estrela de Ouro                               | Scarpa                         | Roma                               | Estrela da Saúde                   |
| 1929                         | APEA | Segunda Divisão                        | Ordem e Progresso                             | São Caetano EC                 | Ponte Grande                       | Oriente                            |
| 1930                         | APEA | Segunda Divisão                        | São Caetano EC                                | Luso Brasileiro                | Ponte Grande                       | Luzitano                           |
| 1931                         | APEA | Segunda Divisão                        | Luzitano                                      | União dos Operários            | Luzíadas                           | AA Cambucy                         |
| 1932                         | APEA | Segunda Divisão                        | Parque da Moóca                               | São Geraldo                    | Estrela da Saúde                   | União Belém                        |
| 1933                         | APEA | Segunda Divisão                        | Jardim América                                | Castellões                     | São Geraldo                        | Húngaro Ypiranga                   |
| Não houve edição (1934-1940) |      |                                        |                                               |                                |                                    |                                    |
| 1941                         | FPF  | Segunda Divisão de Amadores            | CE América                                    | Desconhecido                   | Desconhecido                       | Desconhecido                       |
| 1942                         | FPF  | Primeira Divisão de Amadores           | União Vasco da Gama                           | Sorocabana                     | CA Penhense                        | Minas Gerais                       |
| 1943                         | FPF  | Primeira Divisão de Amadores           | CA Penhense                                   | Nitro-Química                  | Ícaro AC                           | Vigor                              |
| 1944                         | FPF  | Primeira Divisão de Amadores           | São Cristovão                                 | Minas Gerais                   | Silvicultura                       | Heroe das Chamas                   |
| 1945                         | FPF  | Primeira Divisão de Amadores           | Açucena                                       | Vigor                          | Pinheiros                          | Flor da Vila Ipojuca               |
| 1946                         | FPF  | Primeira Divisão de Amadores           | Açucena                                       | Silvicultura                   | Vigor                              | Macabi                             |
| 1947                         | FPF  | Divisão Principal de Amadores          | União Silva Teles                             | Açucena                        | CA Penhense                        | União Vasco da Gama                |
| 1947                         | FPF  | Divisão do Interior de Amadores        | Rio Pardo                                     | AA Botucatuense                | Votorantim                         | Noroeste                           |
| Não houve edição (1948-1953) |      |                                        |                                               |                                |                                    |                                    |
| 1954 Detalhes                | FPF  | Terceira Divisão Profissional          | CA Ituano                                     | Velo Clube                     | Ferroviária de Pindamonhangaba     | Mogi Mirim                         |
| 1955 Detalhes                | FPF  | Terceira Divisão Profissional          | CA Ituano                                     | Santacruzense                  | Duartina                           | Estrada de Ferro Sorocabana        |
| 1956 Detalhes                | FPF  | Terceira Divisão Profissional          | Tanabi                                        | EC Elvira                      | Saltense                           | EC Aparecida                       |
| 1957 Detalhes                | FPF  | Terceira Divisão Profissional          | Expresso São Carlos                           | Monte Aprazível                | Vila Santista                      | Velo Clube                         |
| 1958                         | FPF  | Terceira Divisão Profissional          | Nevense                                       | Estrela de Piquete             | Saltense                           | Guarani Saltense                   |
| 1959 Detalhes                | FPF  | Terceira Divisão Profissional          | Irmãos Romano                                 | DERAC                          | Adamantina                         | Rinópolis                          |
| 1960                         | FPF  | Segunda Divisão Profissional           | Prudentina                                    | Paulista                       | Inter de Bebedouro                 | Estrada de Ferro Sorocabana        |
| 1961                         | FPF  | Segunda Divisão Profissional           | União São João                                | Estrada de Ferro Sorocabana    | Mirassol                           | Inter de Limeira                   |
| 1962                         | FPF  | Segunda Divisão Profissional           | Santacruzense                                 | Inter de Limeira               | Cerâmica São Caetano               | AA Ituveravense                    |
| 1963                         | FPF  | Segunda Divisão Profissional           | Rio Preto                                     | União São João                 | AA Botucatuense                    | Palmeiras de São João da Boa Vista |
| 1964                         | FPF  | Segunda Divisão Profissional           | Taquaritinga                                  | Volkswagen                     | Piraju                             | Linense                            |
| 1965                         | FPF  | Segunda Divisão Profissional           | São José                                      | Linense                        | Orlândia                           | DERAC                              |
| 1966                         | FPF  | Segunda Divisão Profissional           | AA Ituveravense                               | Orlândia                       | Dracena                            | Fernandópolis                      |
| 1966                         | FPF  | Segunda Divisão Profissional           | Inter de Limeira                              | Orlândia                       | Dracena                            | Fernandópolis                      |
| 1967                         | FPF  | Segunda Divisão Profissional           | União Barbarense                              | São Bento de Marília           | Volkswagen                         | Fernandópolis                      |
| 1968                         | FPF  | Segunda Divisão Profissional           | Americana (como EC Vasco da Gama)             | Paraguaçuense (como Municipal) | Oeste                              | Garça                              |
| 1969                         | FPF  | Segunda Divisão Profissional           | Garça                                         | Rio Branco de Ibitinga         | Rio Claro                          | Estrela de Piquete                 |
| 1970                         | FPF  | Segunda Divisão Profissional           | Rio Branco de Ibitinga                        | Sertãozinho                    | Mogi Mirim                         | Santa Ritense                      |
| 1971                         | FPF  | Segunda Divisão Profissional           | Sertãozinho                                   | Rio Claro                      | Grêmio Guaçuano                    | Nevense                            |
| 1972                         | FPF  | Segunda Divisão Profissional           | José Bonifácio                                | Pirassununguense               | Tupã                               | Grêmio Guaçuano                    |
| 1973                         | FPF  | Segunda Divisão Profissional           | Independente                                  | Cafelandense                   | Fernandópolis                      | Guairense                          |
| 1974                         | FPF  | Segunda Divisão Profissional           | Guarani de Adamantina                         | Estrela de Piquete             | Penapolense                        | Inter de Bebedouro                 |
| Não encerrado (1975)         |      |                                        |                                               |                                |                                    |                                    |
| 1976                         | FPF  | Segunda Divisão Profissional           | Guairense                                     | Capivariano                    | Dracena                            | Cafelandense                       |
| 1977                         | FPF  | Primeira Divisão Profissional          | Ginásio Pinhalense                            | Linense                        | Radium                             | Guairense                          |
| 1978                         | FPF  | Primeira Divisão Profissional          | AA Votuporanguense                            | Radium                         | Inter de Bebedouro                 | Palmeiras de São João da Boa Vista |
| 1979                         | FPF  | Primeira Divisão Profissional          | Palmeiras de São João da Boa Vista            | Amparo                         | Lemense                            | Primavera                          |
| 1980                         | FPF  | Terceira Divisão                       | Lemense                                       | Tanabi                         | Cruzeiro-SP                        | Inter de Bebedouro                 |
| 1981                         | FPF  | Terceira Divisão                       | Cruzeiro-SP                                   | GE Novorizontino               | Guaçuano                           | Bandeirante                        |
| 1982                         | FPF  | Terceira Divisão                       | Barra Bonita                                  | União Funilense                | José Bonifácio                     | Palmeirinha                        |
| 1983                         | FPF  | Terceira Divisão                       | Lençoense                                     | Jalesense                      | Rio Branco de Ibitinga             | Jacareí                            |
| 1984                         | FPF  | Terceira Divisão                       | Capivariano                                   | Garça                          | Mauaense                           | Palmeiras de Franca                |
| 1985                         | FPF  | Terceira Divisão                       | Mauaense                                      | Mirassol                       | Tupã                               | Sanjoanense                        |
| 1986                         | FPF  | Terceira Divisão                       | Descalvadense                                 | Santacruzense                  | Oeste                              | Paulistano de São Roque            |
| 1987                         | FPF  | Terceira Divisão                       | Sanjoanense                                   | Palmital AC                    | Estrela de Porto Feliz             | Jacareí                            |
| 1988                         | FPF  | Segunda Divisão                        | Jacareí                                       | Olímpia                        | Capivariano                        | Sãocarlense                        |
| 1989                         | FPF  | Segunda Divisão                        | Sãocarlense                                   | Sertãozinho                    | Araçatuba                          | União Barbarense                   |
| 1990                         | FPF  | Segunda Divisão                        | Jaboticabal                                   | União Barbarense               | Radium                             | Barretos                           |
| 1991                         | FPF  | Segunda Divisão                        | São Caetano                                   | Velo Clube                     | Oeste                              | Batatais                           |
| 1992                         | FPF  | Segunda Divisão                        | Oeste                                         | Guaçuano                       | Paraguaçuense                      | DERAC                              |
| 1993                         | FPF  | Segunda Divisão                        | Jabaquara                                     | Estrela de Porto Feliz         | Inter de Bebedouro                 | EC São Bernardo                    |
| 1994 Detalhes                | FPF  | Série A3                               | Nacional                                      | Rio Preto                      | Portuguesa Santista                | Atlético Sorocaba                  |
| 1995 Detalhes                | FPF  | Série A3                               | Noroeste                                      | Paulista                       | Bandeirante                        | União Mogi                         |
| 1996 Detalhes                | FPF  | Série A3                               | Matonense                                     | Francana                       | Corinthians de Presidente Prudente | São Bento                          |
| 1997 Detalhes                | FPF  | Série A3                               | Mirassol                                      | União Barbarense               | Olímpia                            | São Caetano                        |
| 1998 Detalhes                | FPF  | Série A3                               | São Caetano                                   | Taubaté                        | Nacional                           | Jaboticabal                        |
| 1999 Detalhes                | FPF  | Série A3                               | Rio Preto                                     | Oeste                          | Jaboticabal                        | Bandeirante                        |
| 2000 Detalhes                | FPF  | Série A3                               | Nacional                                      | Garça                          | Oeste                              | São Bento                          |
| 2001 Detalhes                | FPF  | Série A3                               | São Bento                                     | Atlético Sorocaba              | Flamengo-SP                        | Bandeirante                        |
| 2002 Detalhes                | FPF  | Série A3                               | Oeste                                         | Taquaritinga                   | XV de Piracicaba                   | EC Osasco                          |
| 2003 Detalhes                | FPF  | Série A3                               | Taubaté                                       | Araçatuba                      | Sertãozinho                        | Palmeiras B                        |
| 2004 Detalhes                | FPF  | Série A3                               | Sertãozinho                                   | Mirassol                       | Guaratinguetá                      | Barretos                           |
| 2005 Detalhes                | FPF  | Série A3                               | Grêmio Barueri                                | Palmeiras B                    | XV de Piracicaba                   | Rio Claro                          |
| 2006 Detalhes                | FPF  | Série A3                               | Botafogo                                      | São José                       | Osvaldo Cruz                       | XV de Jaú                          |
| 2007 Detalhes                | FPF  | Série A3                               | Olímpia                                       | Monte Azul                     | Ferroviária                        | Catanduvense                       |
| 2008 Detalhes                | FPF  | Série A3                               | Flamengo-SP                                   | São Bernardo                   | União Barbarense                   | Linense                            |
| 2009 Detalhes                | FPF  | Série A3                               | Votoraty                                      | GE Osasco                      | Osvaldo Cruz                       | Audax                              |
| 2010 Detalhes                | FPF  | Série A3                               | Red Bull Bragantino II (como Red Bull Brasil) | Ferroviária                    | Palmeiras B                        | Penapolense                        |
| 2011 Detalhes                | FPF  | Série A3                               | Penapolense                                   | Santacruzense                  | São Carlos                         | Velo Clube                         |
| 2012 Detalhes                | FPF  | Série A3                               | Rio Branco                                    | GE Osasco                      | Capivariano                        | Juventus                           |
| 2013 Detalhes                | FPF  | Série A3                               | São Bento                                     | Batatais                       | Marília                            | Itapirense                         |
| 2014 Detalhes                | FPF  | Série A3                               | Novorizontino                                 | Independente                   | Água Santa                         | Matonense                          |
| 2015 Detalhes                | FPF  | Série A3                               | Taubaté                                       | Votuporanguense                | Juventus                           | Lemense (como Atibaia)             |
| 2016 Detalhes                | FPF  | Série A3                               | Sertãozinho                                   | Rio Preto                      | São Carlos                         | Flamengo-SP                        |
| 2017 Detalhes                | FPF  | Série A3                               | Nacional                                      | Inter de Limeira               | Olímpia                            | Monte Azul                         |
| 2018 Detalhes                | FPF  | Série A3                               | Lemense (como Atibaia)                        | Portuguesa Santista            | Capivariano                        | Barretos                           |
| 2019 Detalhes                | FPF  | Série A3                               | Audax                                         | Monte Azul                     | Desportivo Brasil                  | Barretos                           |
| 2020 Detalhes                | FPF  | Série A3                               | Velo Clube                                    | EC São Bernardo                | Noroeste                           | Comercial                          |
| 2021 Detalhes                | FPF  | Série A3                               | Linense                                       | Primavera                      | Votuporanguense                    | Nacional                           |
| 2022 Detalhes                | FPF  | Série A3                               | Noroeste                                      | Comercial                      | EC São Bernardo                    | Votuporanguense                    |
| 2023 Detalhes                | FPF  | Série A3                               | Capivariano                                   | São José                       | Grêmio Prudente                    | EC São Bernardo                    |
| 2024 Detalhes                | FPF  | Série A3                               | Votuporanguense                               | Grêmio Prudente                | EC São Bernardo                    | Desportivo Brasil                  |
| 2025 Detalhes                | FPF  | Série A3                               | Sertãozinho                                   | Monte Azul                     | Marília                            | Rio Branco-SP                      |

### Por equipe (era profissional)
| Clube                       | Cidade                   | Títulos | Vices |
| --------------------------- | ------------------------ | ------- | ----- |
| Sertãozinho                 | Sertãozinho              | 4       | 2     |
| Nacional                    | São Paulo                | 3       | 1     |
| Rio Preto                   | São José do Rio Preto    | 2       | 2     |
| Capivariano                 | Capivari                 | 2       | 1     |
| Oeste                       | Itápolis                 | 2       | 1     |
| Taubaté                     | Taubaté                  | 2       | 1     |
| AD São Caetano              | São Caetano do Sul       | 2       | 0     |
| CA Ituano                   | Itu                      | 2       | 0     |
| Olímpia                     | Olímpia                  | 2       | 0     |
| Noroeste                    | Bauru                    | 2       | 0     |
| São Bento                   | Sorocaba                 | 2       | 0     |
| Santacruzense               | Santa Cruz do Rio Pardo  | 1       | 3     |
| Garça                       | Garça                    | 1       | 2     |
| Inter de Limeira            | Limeira                  | 1       | 2     |
| Mirassol                    | Mirassol                 | 1       | 2     |
| São José                    | São José dos Campos      | 1       | 2     |
| União Barbarense            | Santa Bárbara d'Oeste    | 1       | 2     |
| Velo Clube                  | Rio Claro                | 1       | 2     |
| Independente                | Limeira                  | 1       | 1     |
| Linense                     | Lins                     | 1       | 1     |
| Palmeiras                   | São João da Boa Vista    | 1       | 1     |
| Penapolense                 | Penápolis                | 1       | 1     |
| Rio Branco                  | Ibitinga                 | 1       | 1     |
| Tanabi                      | Tanabi                   | 1       | 1     |
| Taquaritinga                | Taquaritinga             | 1       | 1     |
| União São João              | Araras                   | 1       | 1     |
| CA Votuporanguense          | Votuporanga              | 1       | 1     |
| AA Votuporanguense          | Votuporanga              | 1       | 0     |
| Atibaia                     | Atibaia                  | 1       | 0     |
| Audax                       | Osasco                   | 1       | 0     |
| Barra Bonita                | Barra Bonita             | 1       | 0     |
| Botafogo                    | Ribeirão Preto           | 1       | 0     |
| Cruzeiro                    | Cruzeiro                 | 1       | 0     |
| Descalvadense               | Descalvado               | 1       | 0     |
| EC Lemense                  | Leme                     | 1       | 0     |
| Estrada de Ferro Sorocabana | Sorocaba                 | 1       | 0     |
| Expresso São Carlos         | São Carlos               | 1       | 0     |
| Flamengo                    | Guarulhos                | 1       | 0     |
| Ginásio Pinhalense          | Espírito Santo do Pinhal | 1       | 0     |
| Grêmio Barueri              | Barueri                  | 1       | 0     |
| Guairense                   | Guaíra                   | 1       | 0     |
| Guarani                     | Adamantina               | 1       | 0     |
| Irmãos Romano               | São Bernardo do Campo    | 1       | 0     |
| Ituveravense                | Ituverava                | 1       | 0     |
| Jabaquara                   | Santos                   | 1       | 0     |
| Jaboticabal                 | Jaboticabal              | 1       | 0     |
| Jacareí                     | Jacareí                  | 1       | 0     |
| José Bonifácio              | José Bonifácio           | 1       | 0     |
| Lençoense                   | Lençóis Paulista         | 1       | 0     |
| Matonense                   | Matão                    | 1       | 0     |
| Mauaense                    | Mauá                     | 1       | 0     |
| Nevense                     | Neves Paulista           | 1       | 0     |
| Novorizontino               | Novo Horizonte           | 1       | 0     |
| Palmital AC                 | Palmital                 | 1       | 0     |
| Prudentina                  | Presidente Prudente      | 1       | 0     |
| Red Bull Brasil             | Campinas                 | 1       | 0     |
| Rio Branco                  | Americana                | 1       | 0     |
| Sãocarlense                 | São Carlos               | 1       | 0     |
| Vasco da Gama               | Americana                | 1       | 0     |
| Votoraty                    | Votorantim               | 1       | 0     |
| Monte Azul                  | Monte Azul Paulista      | 0       | 3     |
| Grêmio Osasco               | Osasco                   | 0       | 2     |
| AE Araçatuba                | Araçatuba                | 0       | 1     |
| Amparo                      | Amparo                   | 0       | 1     |
| Aparecida                   | Aparecida                | 0       | 1     |
| Atlético Sorocaba           | Sorocaba                 | 0       | 1     |
| Bandeirante                 | Birigui                  | 0       | 1     |
| Batatais                    | Batatais                 | 0       | 1     |
| Cafelandense                | Cafelândia               | 0       | 1     |
| Comercial                   | Ribeirão Preto           | 0       | 1     |
| DERAC                       | Itapetininga             | 0       | 1     |
| EC São Bernardo             | São Bernardo do Campo    | 0       | 1     |
| Elvira                      | Jacareí                  | 0       | 1     |
| Estrela                     | Piquete                  | 0       | 1     |
| Estrela                     | Porto Feliz              | 0       | 1     |
| Fernandópolis               | Fernandópolis            | 0       | 1     |
| Ferroviária                 | Araraquara               | 0       | 1     |
| Francana                    | Franca                   | 0       | 1     |
| Funilense                   | Cosmópolis               | 0       | 1     |
| Grêmio Prudente             | Presidente Prudente      | 0       | 1     |
| Guaçuano                    | Mogi Guaçu               | 0       | 1     |
| Inter de Bebedouro          | Bebedouro                | 0       | 1     |
| Jalesense                   | Jales                    | 0       | 1     |
| Monte Aprazível             | Monte Aprazível          | 0       | 1     |
| Orlândia                    | Orlândia                 | 0       | 1     |
| Palmeiras B                 | São Paulo                | 0       | 1     |
| Paraguaçuense               | Paraguaçu Paulista       | 0       | 1     |
| Paulista                    | Jundiaí                  | 0       | 1     |
| Piraju                      | Piraju                   | 0       | 1     |
| Pirassununguense            | Pirassununga             | 0       | 1     |
| Portuguesa Santista         | Santos                   | 0       | 1     |
| Primavera                   | Indaiatuba               | 0       | 1     |
| Radium                      | Mococa                   | 0       | 1     |
| Rio Claro                   | Rio Claro                | 0       | 1     |
| São Bernardo FC             | São Bernardo do Campo    | 0       | 1     |
| São Carlos                  | São Carlos               | 0       | 1     |
| Tupã                        | Tupã                     | 0       | 1     |

## Estatísticas

### Nomenclatura do campeonato

#### Fase amadora
| Período     | Nome do campeonato                | Federação responsável |
| ----------- | --------------------------------- | --------------------- |
| 1917        | Terceira Divisão                  | APEA                  |
| 1923        | Campeonato Municipal              | APEA                  |
| 1924        | Divisão Principal                 | APEA                  |
| 1925        | Campeonato Municipal              | APEA                  |
| 1926        | Campeonato Extra                  | APEA                  |
| 1927        | Campeonato Municipal              | APEA                  |
| 1927        | Segunda Divisão - Série Principal | LAF                   |
| 1928 a 1933 | Segunda Divisão                   | APEA                  |
| 1929        | Segunda Divisão - Série Principal | LAF                   |

#### Fase profissional
| Período           | Nome do campeonato | Federação responsável |
| ----------------- | ------------------ | --------------------- |
| 1954 a 1959       | Terceira Divisão   | FPF                   |
| 1960 a 1976       | Segunda Divisão    | FPF                   |
| 1977 a 1979       | Primeira Divisão   | FPF                   |
| 1980 a 1986       | Terceira Divisão   | FPF                   |
| 1987 a 1993       | Segunda Divisão    | FPF                   |
| 1994 – atualmente | Série A3           | FPF                   |